# Symmachia balluca
Symmachia balluca är en fjärilsart som beskrevs av Hans Ferdinand Emil Julius Stichel 1924. Symmachia balluca ingår i släktet Symmachia och familjen Riodinidae. Inga underarter finns listade i Catalogue of Life.